# 關毅
關毅（1924年2月2日—2003年2月11日），臺灣女演員，本名關舜華，1970-1990年代以電視劇中的「好媽媽」角色聞名。

## 生平
關毅生於1924年2月2日，畢業於北平師範學校，1949年來臺。其夫李敦為台糖員工，是以關毅早年曾於台糖附設小學任教。其後關毅加入空軍藝工隊，成為演員。
1969年中視成立，關毅為基本演員之一，演出了該臺第一部電視劇《晶晶》，後來成為電視劇中飾演「好媽媽」的最佳人選。1988年，她自中視退休，但仍不時演出電視劇。1990年，她由演藝工會推薦，當選勞工模範母親。1995年，她決定偕丈夫搬入臺北市老人安養中心，3年後丈夫中風逝世。1999年，她以75歲赴青島拍攝電視劇《包公出巡》。2003年2月11日，關毅因中風病逝臺北，享壽79歲。
關毅與丈夫育有1女李欣，亦為演員。一家人均為虔誠的基督教徒。

## 演出作品

### 電影
- 十三妹（1969）
- 絕代鏢王（1969）……奶娘
- 家在台北（1970）
- 縱橫天下（1972）
- 鬼新娘（1972）
- 痴痴的愛（1972）
- 擂台（1972）
- 野虎（1973）
- 兩隻老虎（1973）
- 大車伕（1974）
- 東邊日出西邊雨（1974）
- 女權步步高（1974）
- 廣東好漢（1974）
- 濟公活佛（1975）
- 龍虎群英（1975）飾演太后
- 我是一沙鷗（1976）
- 少林小子（1977）
- 愛的賊船（1977）
- 烈日狂風野火（1979）
- 斷指老么（1979）
- 黃埔軍魂（1979）
- 花飛花舞春滿城（1980）
- 手指拗出（1981）
- 女子感化院（1982）
- 奇門奇術（1982）
- 怨女（1988）……老太太
- 報告班長2（1989）
- 異域（1990）……杜老夫人
- 在那遙遠的地方（1993）

### 電視劇
- 晶晶（1969）
- 情旅（1969）
- 龍江恩仇（1971）
- 大漢中興（1974）
- 風雨夜歸人（1983）
- 一剪梅（1984）……李耿明母
- 心聲淚痕（1985）……任母
- 上錯天堂投錯胎（1986）……嬌嬌
- 揚子江風雲（1986）……王母
- 一串相思鈴（1987）……劉母
- 情義無價（1988）……韋母
- 花系列-孤挺花（1988）……江母
- 真正的溫柔（1988）……周母
- 一世情緣（1989）……李母
- 花系列-茉莉花開（1990）……朱夫人
- 婉君（1990）
- 希望之鴿（1990）……黎母
- 花系列-再生花（1990）……康書南母
- 玫瑰芳心（1991）……蓉媽
- 梅花三弄-梅花烙（1993）……常媽
- 包青天（1993）
- 花系列-青蓮花（1994）……老奶奶
- 黃飛鴻與十三姨（1994）
- 台灣靈異事件-你只能活一次（1996）……柳婆婆
- 聊齋（1996）
- 天師鍾馗-紅梅閣（1996）……盧母
- 爸爸的本尊（1998）……丁院長
- 包公出巡-夢回青樓（2000）……嫂娘

### 舞台劇
- 老百姓的胡同（1996）

## 外部連結
- 關毅在互联网电影资料库（IMDb）上的資料（英文）（英文）
- 關毅在香港影庫上的簡介